# علي واصب أفندي
السلطان علي واصب أفندي (بالتركية: Ali Vâsıb Efendi)‏‏ (14 أكتوبر 1903 في بشكطاش - 9 ديسمبر 1983 في الإسكندرية) كان أميرًا عثمانيًّا والمدعي بالحق في وراثة العرش العثماني منذ 19 يناير 1977 حتى 9 ديسمبر 1983.